# Harku järv
Harku järv är en sjö i landskapet Harjumaa i Estland. Den ligger i Tallinns västra utkant. Harku järv ligger 2 meter över havet och arean är 1,63 kvadratkilometer. Tillflöde är vattendraget Harku oja och sjön avvattnas av Tiskre oja.
Genom närheten till storstaden är sjön ett populärt utflyktsmål för vattensportare och sportfiskare.